# Associazione Calcio Monza Brianza 1912 2004-2005
Questa voce raccoglie le informazioni riguardanti l'Associazione Calcio Monza Brianza 1912 nelle competizioni ufficiali della stagione 2004-2005

## Stagione
Nella stagione 2004-2005 il nuovo Monza Brianza, sorto dalle ceneri del vecchio Monza, disputa il girone A del campionato di Serie C2, ottiene 53 punti con il terzo posto, disputa la semifinale Play-off contro la Valenzana, ma viene eliminato nel doppio confronto, salgono in Serie C1 la Pro Sesto direttamente avendo vinto il campionato con 56 punti, ed il Pizzighettone, che ha vinto i Play-off. Il tecnico è Giovanni Trainini, ritornato ad allenare i biancorossi, la squadra brianzola ottiene 24 punti nel girone di andata e 29 nel girone di ritorno, a fine gennaio viene esonerato l'allenatore Giovanni Trainini, sostituito con Antono Sala che conduce i brianzoli a disputare per la prima volta i Play-off, ma perdendoli nella doppia semifinale contro la Valenzana. La delusione per l'inattesa eliminazione è però durata poche settimane, perché è giunta a Luglio la notizia del ripescaggio in Serie C1 per la stagione 2005-2006. I migliori realizzatori brianzoli di questa stagione sono stati il dominicano Vinicio Espinal ed il romano Daniele Federici, autori di 5 reti. Nella Coppa Italia di Serie C il Monza disputa il girone B di qualificazione, che ha promosso ai sedicesimi il Novara.

## Rosa
| N. |                    | Ruolo | Calciatore               |
| -- | ------------------ | ----- | ------------------------ |
|    | Italia (bandiera)  | P     | Andrea Bernardi          |
|    | Italia (bandiera)  | P     | Fabio Carrara            |
|    | Italia (bandiera)  | P     | Patrick Pezzetti         |
|    | Italia (bandiera)  | P     | Luca Davide Righi        |
|    | Italia (bandiera)  | D     | Marco Zaffaroni          |
|    | Gambia (bandiera)  | D     | Simon Barjie             |
|    | Italia (bandiera)  | D     | Cristiano Giaretta       |
|    | Italia (bandiera)  | D     | Cristian Campi           |
|    | Italia (bandiera)  | D     | Giovanni Nicolussi       |
|    | Brasile (bandiera) | D     | Gleison Pinto Dos Santos |
|    | Italia (bandiera)  | D     | Pierluigi Paloschi       |
|    | Italia (bandiera)  | D     | Alessandro Tamai         |
|    | Italia (bandiera)  | D     | Matteo Melani            |
|    | Italia (bandiera)  | D     | Alessandro Wilson        |
|    | Italia (bandiera)  | C     | Luca Brambilla           |

| N. |                            | Ruolo | Calciatore             |
| -- | -------------------------- | ----- | ---------------------- |
|    | Rep. Dominicana (bandiera) | C     | Vinicio Espinal        |
|    | Italia (bandiera)          | C     | Diego Daldosso         |
|    | Italia (bandiera)          | C     | Marco Grossi           |
|    | Italia (bandiera)          | C     | Michele Magrin         |
|    | Italia (bandiera)          | C     | Roberto Menassi        |
|    | Italia (bandiera)          | C     | Marco Piovanelli       |
|    | Italia (bandiera)          | C     | Alessandro Pontarollo  |
|    | Italia (bandiera)          | C     | Anselmo Robbiati       |
|    | Italia (bandiera)          | C     | Cristiano Scazzola     |
|    | Italia (bandiera)          | A     | Pasquale Basilico      |
|    | Italia (bandiera)          | A     | Alessandro Comi        |
|    | Italia (bandiera)          | A     | Daniele Federici       |
|    | Italia (bandiera)          | A     | Giacomo Ferrari        |
|    | Grecia (bandiera)          | A     | Theofilos Karasavvidīs |
|    | Italia (bandiera)          | A     | Gianni Margheriti      |

## Risultati

### Campionato

#### Girone di andata
| Carpenedolo 12 settembre 2004 1ª giornata | Carpenedolo     | 0 – 0 | Monza | Stadio Mundial '82\| Arbitro: \| Ballo (Trapani) \| |
| Arbitro:                                  | Ballo (Trapani) |       |       |                                                     |

| Monza 19 settembre 2004 2ª giornata | Monza              | 0 – 0 | Legnano | Stadio Brianteo\| Arbitro: \| Fugante (Macerata) \| |
| Arbitro:                            | Fugante (Macerata) |       |         |                                                     |

| Arbitro: | Cammi (Reggio Emilia) |

|  |           |             |
|  | Marcatori | 79’ Espinal |

| Monza 3 ottobre 2004 4ª giornata | Monza            | 0 – 0 | Südtirol | Stadio Brianteo\| Arbitro: \| Zanchin (Biella) \| |
| Arbitro:                         | Zanchin (Biella) |       |          |                                                   |

| Arbitro: | Marrocco (Pisa) |

|                   |           |                 |
| Artico 30’ (rig.) | Marcatori | 90+2’ Zaffaroni |

| Arbitro: | De Luca (Pescara) |

|                          |           |  |
| Espinal 49’ Giaretta 73’ | Marcatori |  |

| Arbitro: | Russo (Nola) |

|                             |           |  |
| Mattielig 14’ Maccagnan 31’ | Marcatori |  |

| Arbitro: | Benedetti (Vicenza) |

|                             |           |  |
| Giaretta 31’ Robbiati 90+3’ | Marcatori |  |

| Arbitro: | Gentile (Termoli) |

|             |           |              |
| Cossato 15’ | Marcatori | 74’ Scazzola |

| Arbitro: | Branciforte (Nuoro) |

|  |           |                     |
|  | Marcatori | 36’, 72’ Bortolotto |

| Arbitro: | Pinzani (Empoli) |

|         |           |  |
| Gay 64’ | Marcatori |  |

| Arbitro: | Mannella (Avezzano) |

|  |           |             |
|  | Marcatori | 76’ Ruffini |

| Belluno 5 dicembre 2004 13ª giornata | Belluno         | 0 – 0 | Monza | Stadio Polisportivo\| Arbitro: \| Manna (Isernia) \| |
| Arbitro:                             | Manna (Isernia) |       |       |                                                      |

| Arbitro: | Imparati (Foggia) |

|              |           |                   |
| Marcolin 47’ | Marcatori | 30’, 78’ Robbiati |

| Arbitro: | Fugante (Macerata) |

|                  |           |  |
| Karasavvidis 50’ | Marcatori |  |

| Arbitro: | Balsamo (Tivoli) |

|            |           |  |
| Foglia 47’ | Marcatori |  |

| Arbitro: | Didato (Agrigento) |

|                           |           |                |
| Zaffaroni 3’ Federici 62’ | Marcatori | 90+3’ Labriola |

#### Girone di ritorno
| Arbitro: | Meli (Parma) |

|                               |           |  |
| Piovanelli 66’ Federici 90+2’ | Marcatori |  |

| Arbitro: | Fiori (Perugia) |

|               |           |                       |
| D'Ainzara 47’ | Marcatori | 35’ (rig.) G. Ferrari |

| Arbitro: | Zanchin (Biella) |

|  |           |           |
|  | Marcatori | 2’ Padoin |

| Arbitro: | Valeri (Roma) |

|                     |           |  |
| Balducci 59’ (rig.) | Marcatori |  |

| Arbitro: | Rubino (Salerno) |

|             |           |            |
| Espinal 55’ | Marcatori | 51’ Sinato |

| Arbitro: | Andolfatto (Bassano del Grappa) |

|            |           |  |
| Ettori 30’ | Marcatori |  |

| Arbitro: | Imparati (Foggia) |

|                           |           |  |
| Federici 16’ Scazzola 84’ | Marcatori |  |

| Arbitro: | Di Fiore (Aosta) |

|  |           |                       |
|  | Marcatori | 81’ (rig.) G. Ferrari |

| Arbitro: | Balsamo (Tivoli) |

|                            |           |  |
| Scazzola 60’ Menassi 90+3’ | Marcatori |  |

| Biella 20 marzo 2005 27ª giornata | Biellese          | 0 – 0 | Monza | Stadio Lamarmora\| Arbitro: \| Iannello (Genova) \| |
| Arbitro:                          | Iannello (Genova) |       |       |                                                     |

| Arbitro: | Fugante (Macerata) |

|                                      |           |             |
| Giaretta 12’ Grossi 36’ Barjie 90+2’ | Marcatori | 61’ Coralli |

| Arbitro: | Tommasi (Bassano del Grappa) |

|             |           |  |
| Lazzaro 50’ | Marcatori |  |

| Arbitro: | Imparati (Foggia) |

|                |           |  |
| Scazzola 90+1’ | Marcatori |  |

| Arbitro: | Spadaccini (Vasto) |

|            |           |           |
| Barjie 10’ | Marcatori | 23’ Rossi |

| Arbitro: | Palazzino (Ciampino) |

|            |           |             |
| Egbedi 64’ | Marcatori | 83’ Espinal |

| Arbitro: | Gava (Conegliano) |

|                                  |           |            |
| Federici 27’ Robbiati 37’ (rig.) | Marcatori | 1’ Scapini |

| Arbitro: | Stallone (Foggia) |

|  |           |             |
|  | Marcatori | 25’ Espinal |

### Play-off
| Valenza 29 maggio 2005 Andata | Valenzana           | 0 – 0 | Monza | Stadio Comunale\| Arbitro: \| Crugliano (Crotone) \| |
| Arbitro:                      | Crugliano (Crotone) |       |       |                                                      |

| Arbitro: | Pierpaoli (Firenze) |

|                                 |           |                                    |
| Federici 45+3’ G. Ferrari 90+1’ | Marcatori | 28’ (rig.), 59’ (rig.), 74’ Lauria |

### Coppa Italia

#### Girone B
| Arbitro: | Cammi (Reggio Emilia) |

|              |           |              |
| Robbiati 39’ | Marcatori | 54’ Polenghi |

| Arbitro: | Dattrino (Torino) |

|               |           |  |
| Sansovini 67’ | Marcatori |  |

| Arbitro: | Iannello (Genova) |

|              |           |            |
| Scazzola 65’ | Marcatori | 73’ Pelati |

| Arbitro: | Corletto (Castelfranco Veneto) |

|                  |           |  |
| Sarli 51’ (rig.) | Marcatori |  |

| 1º settembre 2004 5ª giornata |  | – Turno di riposo Monza |  |  |